# Baniszczi
Baniszczi (ros. Банищи) – wieś (ros. село, trb. sieło) w zachodniej Rosji, w sielsowiecie gustomojskim rejonu lgowskiego w obwodzie kurskim.

## Geografia
Miejscowość położona jest nad Sejmem, 6 km od centrum administracyjnego sielsowietu (Gustomoj), 10 km na północny zachód od centrum administracyjnego rejonu (Lgow), 76 km na zachód od Kurska, 6 km od drogi regionalnego znaczenia 38K-017 (Kursk – Lgow – Rylsk – granica z Ukrainą) – część trasy europejskiej E38.
We wsi znajdują się ulice: Centralnaja, Krasnyj ugołok, Kutok, Lenina, Lesnaja, Okolica, Osinowka, Szkolnaja, Tiszyna i Zielonaja (554 posesje).
Klimat
Miejscowość, jak i cały rejon, znajduje się w strefie klimatu kontynentalnego z łagodnym ciepłym latem i równomiernie rozłożonymi opadami rocznymi (Dfb w klasyfikacji klimatów Köppena).

## Demografia
W 2010 r. wieś zamieszkiwało 717 osób.